# ジャック1世・ド・シャティヨン
ジャック1世・ド・シャティヨン（フランス語：Jacques Ier de Châtillon, 1256年5月15日 - 1302年7月11日）は、ルーズ、コンデ、カロンシー、ブッコワおよびオービニー領主。サン＝ポル伯ギー3世とマティルド・ド・ブラバンの息子。

## 生涯
フランス王フィリップ4世は、1300年にジャックをフランドル伯領の総督にし、フランドル伯領をフランスに併合しようとした。フランドル伯ギー・ド・ダンピエールとその2人の息子は投獄された。
ジャックはフランドル総督に任命された後、ブルッヘに入った。高額の税金の賦課、親フランス派フランドル貴族による強要および1301年5月29日のフィリップ4世のブルッヘ訪問は、結果として地元住民を怒らせることとなった。多くの暴動が発生し、ブルッヘでは1302年5月19日にフランス守備隊が虐殺された。ジャックはブルッヘから逃亡したが、同年7月の金拍車の戦いで戦死した。

## 結婚と子女
ジャックはブッコワ、デュイザンおよびオービニーの女領主カトリーヌ・ド・カロンシーと結婚し、以下の子女をもうけた。
- ユーグ（1329年没） - ルーズ、コンデ、カロンシー、ブッコワおよびオービニー領主
- ギー - ブレおよびラ・バスティエ領主、ヨランド・ド・シメイと結婚
- ベアトリス - 1315年にデンデルモンデおよびネフェレ領主ジャン・ド・ダンピエール（1325年戦死、ギー・ド・ダンピエールの孫）と結婚
- イザボー（1348年以降没） - 1311年にギヨーム・ド・クシーと結婚
- 娘 - ブリュイエールの修道女